# Christine Wttewaall van Stoetwegen
Christine Wilhelmine Isabelle Wttewaall van Stoetwegen (1 de janeiro de 1901 - 15 de outubro de 1986) foi uma advogada, feminista e política holandesa que foi membro da Câmara dos Representantes da União Histórica Cristã (CHU) de 1945 a 1971.